# Sukanegara (Lahat)
Sukanegara is een bestuurslaag in het regentschap Lahat van de provincie Zuid-Sumatra, Indonesië. Sukanegara telt 1720 inwoners (volkstelling 2010).